# Басанка (притока Ромена)
Баса́нка, інші назви Басакова, Баскакова, Гайворонка — річка в Україні, у Бахмацькому районі Чернігівської області. Права притока Ромена (басейн Дніпра).

## Опис
Довжина річки 23 км, похил річки — 0,57 м/км. Площа басейну 238 км².

## Розташування
Бере початок у Зарукавному. Тече переважно на південний схід через Біловежі Перші і на південному сході від Нечаїва впадає у річку Ромен, праву притоку Сули. 
Населені пункти вздовж берегової смуги: Веселе, Григорівка, Гайворон. 
Річку перетинає автомобільна дорога Т 2514.